# スーパーオペラレッスン
『スーパーオペラレッスン バーバラ・ボニーに学ぶ歌の心』（スーパーオペラレッスン バーバラ・ボニーにまなぶ うたのこころ）は、2011年1月7日から3月21日までNHK教育テレビで放送されたテレビ番組である。世界一流のオペラ歌手による声楽レッスン番組であった。オペラを歌うための基礎である発声練習や体の使い方を男女6人の生徒にレッスンした。

## 放送時間
- 金曜日 22:25 - 22:50
東日本大震災の影響で最終2回を2011年3月21日 月曜日11:00 - 11:50に変則放送。

## 講師
- バーバラ・ボニー

## 放送リスト
1. 2011年1月07日：「ボエーム」第1幕 冒頭
2. 2011年1月14日：「ボエーム」第1幕 わたしの名はミミ
3. 2011年1月21日：「ボエーム」第4幕 古い外とうよ
4. 2011年1月28日：「ボエーム」第4幕 冒頭
5. 2011年2月04日：「ボエーム」第2幕 わたしが町を歩くと
6. 2011年2月11日：「ボエーム」第1幕 冷たい手を
7. 2011年2月18日：「ボエーム」第1幕 愛らしい乙女よ
8. 2011年2月25日：「カルメン」第2幕 花の歌 おまえが投げたこの花は
9. 2011年3月04日：「セビリアの理髪師」第3幕 わたしは町のなんでも屋
10. 2011年3月21日：「ジャンニ・スキッキ」 わたしのお父さん
11. 2011年3月21日：総集編

## 関連番組
- スーパーピアノレッスン
- スーパーバレエレッスン
- スーパーフラワーレッスン